# Національне військове училище (Франція)

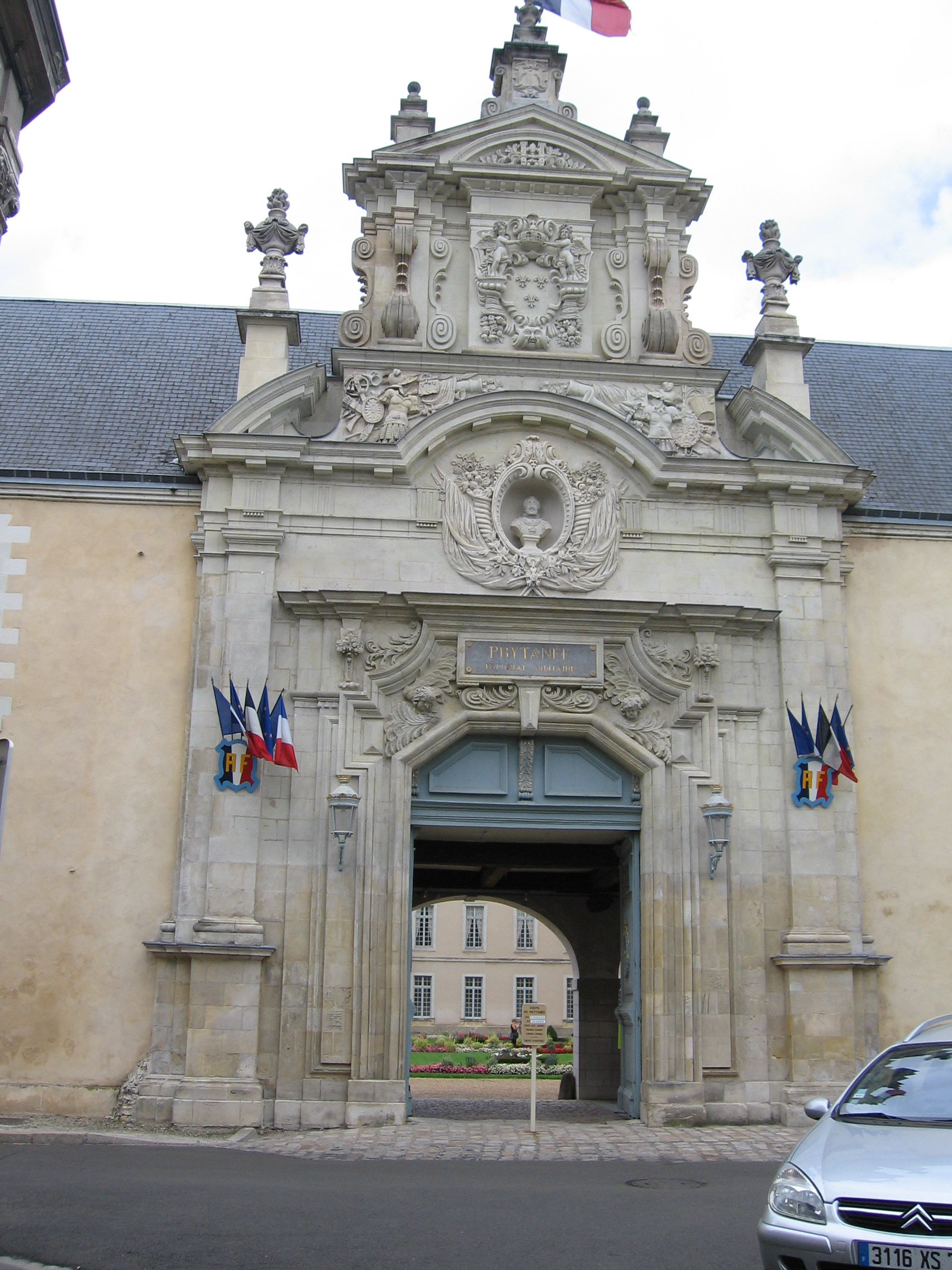
Ворота училища

Національне військове училище (фр. Prytanée National Militaire), Вища школа «фр. La Flèche», колишній колеж Генріха Великого — навчальний заклад в Франції, що підпорядкований військовому відомству, який надає традиційну повну середню освіту, а також спеціальні підготовчі курси на рівні першого року навчання університету для студентів, які планують навчатись у військових академіях Франції.
Училище розташоване в Ла-Флеш, департамент Сарта.

## В королівській Франції

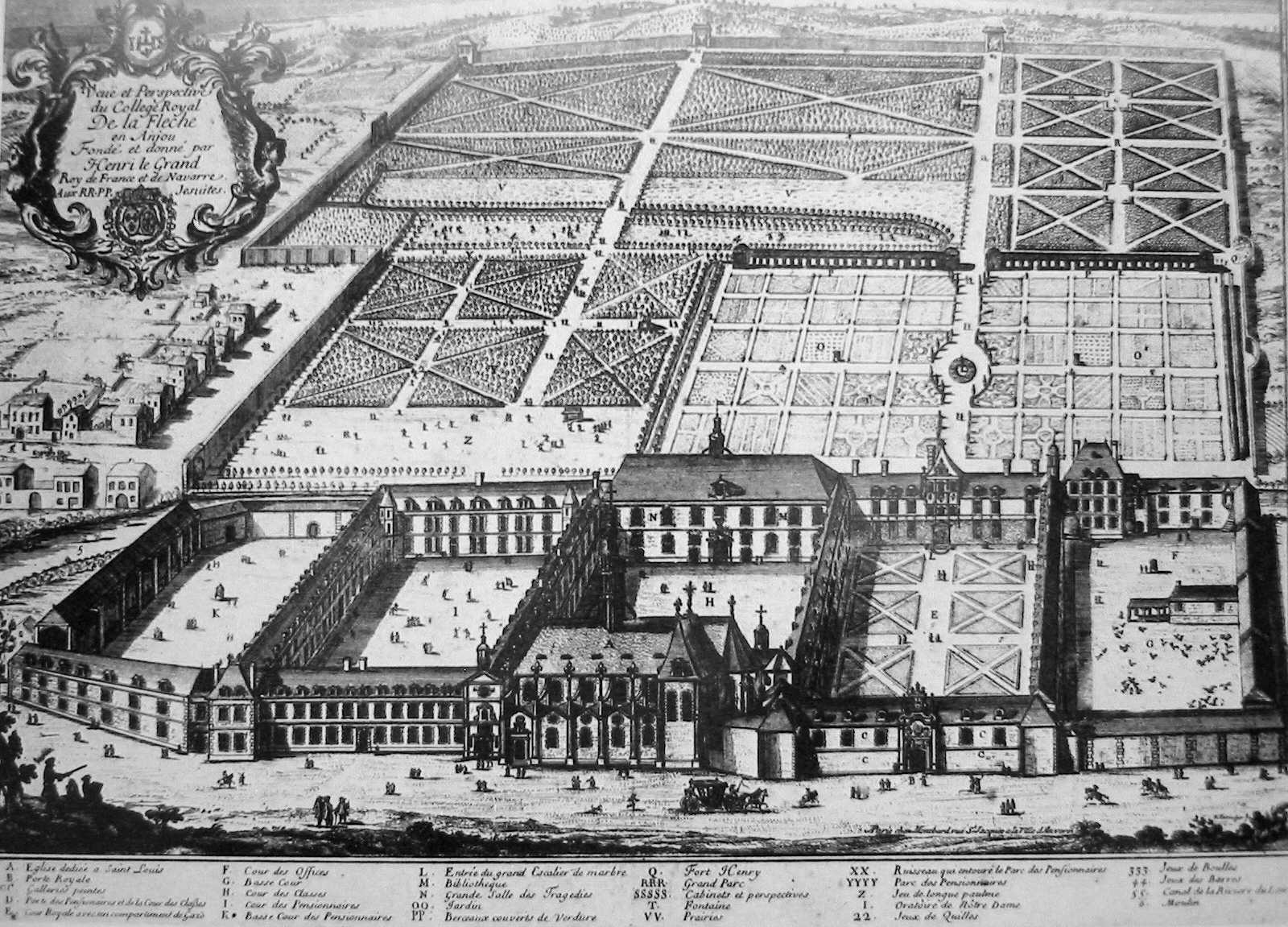
Замок Ла Флеш в 18-му столітті

В 16-му столітті, Франсуаза, герцогиня Алансонська, бабуся майбутнього Генріха IV заснувала замок в Ла Флеші, де поселились у 1552 році Антуан де Бурбон, король Наварський, та його дружина Жанна д'Альбре, майбутні батьки Генріха IV. В 1604 році Генріх IV подарував замок єзуїтам, щоб ті заснували там «Королівський колеж Генріха Великого» з метою «відбирати та навчати найкращі уми нашого часу».
Перші єзуїти залишили Понт-а-Муссон 16 жовтня 1603 року і дісталися до Ла Флешу 2 січня 1604 року. Вони почали навчати граматики, риторики, латини, грецької, івриту, філософії, математики, теології. В травні 1607 року у Фонтенбло був прийнятий статут закладу, та почались будівельні роботи після яких будівля почала приймати свою сучасну форму.
Рене Декарт був одним з п перших і найзнаменитіших учнів школи з 1607 по 1615 рік згадує про школу в своїй праці Міркування про метод — «Я вчився в одній з найвідоміших шкіл Європи». Колеж продовжував розширюватись, а на час смерті Генріха IV тут вже була простора церква, в якій захоронені серця Генріха IV та його дружини королеви Марії Медічі. Починаючи з 1650 року в училище поступають численні іноземці; сучасники перераховували «американців, індійців, татар і навіть китайців». В часи розквіту училища єзуїтів тут жили до 1500 учнів та 120 викладачів. Серед випускників цього періоду — Ларошфуко, П'єр Сеґюр, Жан Пікар та маршал Фітцджеймс.

## Відомі випускники
- Рене Декарт, філософ (1596—1650).
- Франсуа де Ларошфуко (1613—1680), письменник.
- Франсуа де Монморансі-Лаваль (1623—1708), перший єпископ Квебеку (і Канади).
- Жан Пікар (1629—1682), астроном.
- Абат Прево (1797—1863), письменник.
- Жан-Клод Бріалі (1933—2007), актор.